# ザ・たこさん
ザ・たこさんは、4人編成の日本のバンドである。1993年結成。

## メンバー
- 安藤八主博（ボーカル）
- 山口しんじ（ギター）
- イケイクゾー（ベース）
- ヨシ・オカダ（ドラム）

### 旧メンバー
- オカウチ・ポテト（ベース）
- マサ☆吉永 （ドラム）

### 準メンバー
- 宮藤官九郎（DH制 ギター）

### 来歴
1993年　大阪にて結成。
1999年　アルバム『タコツボ』発表
2003年　2nd.アルバム『フォンク兄弟』発表。
2004年　フジロックフェスティバル初出演
2005年　帝塚山音楽祭出演。初の西日本ツアー。
2006年　3rd.アルバム『ナイスミドル』発表。発売記念ツアー（東京・大阪）
2006年　フジロックフェスティバル演。「春一番」出演。ミナミホイール出演。
2007年　「タコフェス」を年６回開催（心斎橋クラブジャングル）。ミナミホイール出演。
2008年　マキシシングル「チャンヂャ＆キムチ、or DIE!!!」発表。島田角栄監督によるMV。（グレート義太夫 友情出演）
2008年　高槻ジャズストリートフェスティバル出演
2009年　4th.アルバム『ベターソングス』発表。フジロックフェスティバル出演。
2010年　安藤が映画『デストロイ・ビシャス』（島田角栄監督）に出演。
2012年　NHK Eテレ「バリバラ」のオープニング曲・エンディング曲を担当（2016年3月まで放送）
2013年　5th.アルバム『タコスペース』発表。フジロックフェスティバル出演。
2013年　バンド結成20周年記念野外フェス「ザ・たこさんの無限大記念日」を三田アスレチク（兵庫県三田市）にて開催。
2013年　NHK Eテレ「バリバラ」生放送特別番組に出演。
2014年　「ザ・たこさんの無限大記念日２」を服部緑地野外音楽堂にて開催。「無限大記念日２ 追撃戦」を渋谷クアトロにて開催。
2015年　「ザ・たこさんの無限大記念日３」を服部緑地野外音楽堂にて開催。「無限大記念日２ 追撃戦」を渋谷クアトロにて開催。
2016年　フジロックフェスティバル出演。6th.アルバム『カイロプラクティック・ファンクNo.1』発表。
2016年　「ザ・たこさんの無限大記念日４」をZeppなんばにて開催。「無限大記念日４ 追撃戦」を渋谷クアトロにて開催。
2017年　6th.アルバム『カイロプラクティック・ファンクNo.1』に収録の楽曲「カッコイイから大丈夫」が、TOYOTAのプロジェクト「WHAT WOWS YOU.」のテレビCMソングに採用。（オンエア3月7日〜）
2024年　活動休止

## 逸話
- ボーカルの安藤はNSC大阪校8期生であり、増田丈八とのコンビ「頸動脈」、チャンス大城ともう1人の同期生とのトリオ「オッヒョッヒョッ～三兄弟」、ピン芸人「あんどう鰐」として吉本興業で3年ほど活動していた。

## 作品

### アルバム
1. タコツボ　[泥・運命共同体 DORO-002]（1999年4月11日発売）再発CD [SHOUT-205]（2008年10月22日発売）
2. フォンク兄弟 [泥・運命共同体 DORO-009]（2003年7月9日発売）再発CD [SHOUT-206]（2008年10月22日発売）
3. ナイスミドル [RD Records RDR-1045]（2006年4月5日発売）再発CD [SHOUT-251]（2016年10月5日発売）
4. ベターソングス [SHOUT-209] （2009年7月8日発売）
5. タコスペース [SHOUT-250]（2013年9月4日発売）
6. カイロプラクティック・ファンクNo.1 [SHOUT-282]（2016年10月5日発売）
7. 名曲アルバム〜ザ・たこさん名曲選〜 [SHOUT-283/284]（2018年8月22日発売）
8. タコの肖像 [TCB-001]（2021年9月1日発売）

### LP
1. ナイスミドル [SHOUT-281] （2016年10月5日発売）

### 7インチシングル
1. 夫婦茶碗　w/b 続・夫婦茶碗　[コンバインレコード SRI-003] （2005年12月31日発売）
2. ナイスミドルのテーマ（垂れサンバージョン）w/b犬洗い一匹百円（赤ヘルバージョン） [コンバインレコード SRI-011] （2006年発売）

### 12インチシングル
1. 突撃！となりの女風呂（On A Blow）[NAG TIME RECORD NTR-001] w/b 1. （Make it）FUNKY TENGA  2. 楊夫人の憂鬱（2013年6月1日発売）

### CDシングル
1. チャンヂャ&キムチ, or DIE!!! [SHOUT-207] （2008年10月22日発売）
2. サヨナラ生活 [SHOUT-208] （2009年3月4日発売）

### VHSビデオ
1. たこ道　[泥・運命共同体]
2. 我が人生最良の日　[シナモンレコード CINV-001]